# Meridyrias mesostigma
Meridyrias mesostigma là một loài bướm đêm trong họ Noctuidae.